# Livs Levande
Livs Levande är en skiva med Ingemar Olsson som gavs ut 1970. Den återutgavs 2005 som CD kompletterad med Olssons första singel Good old Sunday School/Törs Vi Följa Honom.
Recensenten Jan Nordlander skrev 1970 att "de religiösa sångerna hittills hållit sig långt från popen, men baptistpastorn Ingemar Olsson har trängt igenom vallen, nu med LP:n Livs Levande. Ingemars budskap är religiöst men utnyttjar inte popen, den är i stället en självklar kanal för kommunikation". Nordlander konstaterade också att Olsson "vågar till och med vara kritisk, ja besk, mot det egna samfundet" och att skivan upplevdes som "fräsch och ärlig".

## Låtlista
| A1 | Sån Som Jag                      |
| A2 | Mrs Robinson                     |
| A3 | Somebody's Knocking on your door |
| A4 | En Typisk Medmänniska            |
| A5 | No Man Is An Island I            |
| A6 | No Man Is An Island II           |
| B1 | Om Jag Hade En Kikare            |
| B2 | Samtal Med Gud                   |
| B3 | Jesus Walked This Lonesome       |
| B4 | Veckoposten                      |
| B5 | Wonderful                        |
| B6 | I've Got Joy                     |

### BonusspårCD 2005
| 13 | Törs Vi Följa Honom (Bonus Track) | 2:04 |
| 14 | Good Old Sunday School            | 1:57 |

## Medverkande
- Björn Stolt Bas
- Ola Brunkert Trummor
- Janne Schaffer Gitarr
- Ingemar Olsson Vibrafon, Sång, Gitarr, Piano
- Tommy Koverhult Flöjt
- Clabbe af Geijerstam Kör, Producent
- Björn Almkvist Tekniker

Skivbolag:Teamton